# Досије икс
Досије икс (енгл. The X-Files) је америчка ТВ серија (углавном научнофантастичног карактера) чији је аутор Крис Картер. Оригинална серија је трајала девет сезона, од 1993. до 2002. године, на мрежи ФОКС. Из ње су проистекли филмови Досије икс (1998) и Досије икс: Желим да верујем (2008), а серија је представљала критичарски и комерцијални успех, делом и због главних глумаца, Дејвида Дуковнија и Џилијан Андерсон. Серија је настављена 2016. године са истом глумачком екипом, у виду десете сезоне од шест епизода, а након њеног успеха 2018. снимљена је и једанаеста сезона са десет епизода.
Дуковни је играо Фокса Молдера, а Андерсонова Дејну Скали, два агента ФБИ-ја са задатком да истражују паранормалне феномене. Са заплетима као што су теорије завере о ванземаљцима и владина заташкавања, серија је опонашала елементе епизода из неких ранијих серија као што су Зона сумрака и култна серија Твин Пикс. Серија је брзо постала популарна међу америчким гледаоцима. Серија је популаризовала фразе као што су „Не веруј никоме“, „Истина је негде тамо“ и „Желим да верујем“ чиме је стекла мноштво обожавалаца. Обожаваоци обично деле Досије икс приче на митолошке епизоде, које се баве дуготрајном причом надолазеће инвазије ванземаљаца, и на епизоде „чудовишта недеље“, које се баве чудним створењима и ситуацијама везаним за паранормално. Неколико епизода су такође истраживале везу између Молдера и Скали. У осмој сезони представљени су нови ликови Џон Догет (Роберт Патрик) и Моника Рејес (Анабет Гиш), који су требали да замене Дуковнија, који је у овој сезони значајно смањио своју улогу у серији.
Амерички TV Guide означио је Досије икс као једну од највећих ТВ серија свих времена, те као другу култну серију свих времена, после Звезданих стаза. Крис Картер је употребио Досије икс као основу за један спин-оф у истом универзуму (Усамљени револвераши), за једну серију која се у једном тренутку укрстила са Досијеом икс (Миленијум) и за, чини се неповезани, Harsh Realm. Ове серије, међутим, нису задржале пажњу критике и публике о оноликој мери колико и Досије икс.

## Утицај
Како Картер наводи, на „Досије икс“ значајно су утицале серије Алфред Хичкок представља, Зону сумрака, Ноћна галерија и Колчак: Ноћна ухода. Глумац Дерен Мекгавин, који је играо Карла Колчека у Колчек: Ноћна ухода појавио се у две епизоде Досијеа икс као агент Артур Дејлс, лик који је описан као „отац Досијеа икс“.
Досије икс је инспирисао многе касније ТВ серије, укључујући Чудан свет, Зону сагоревања, Посебну јединицу 2, Мистериозне начине, Карневал, Мрачна небеса и 4400, од којих ни једна није доживела популарност Досијеа икс.
ФОКС је такође и емитовао серију базирану на Досијеу икс, названу Миленијум, чији је продуцент такође био Крис Картер. Приче Миленијума и Досијеа икс су се повремено преплитале, а Молдер и Скали су се накратко појавили у једној епизоди Миленијума. Френк Блек, протагониста Миленијума, касније се појавио у Досијеу икс да реши нерешене случајеве, али је баш у то време Миленијума укинут.

## Промена
Током последњих неколико сезона, серија је претрпела неке промене у развоју карактера и усмерењу заплета што је узроковало пад гледаности. Један од централних заплета серије, Молдерова потрага за сестром, разрешава се, а такође је разрешен и мотив односа Молдера и Скали. Да ли ова два лика „треба“ или „не треба“ да се упусте у везу много година је био, а и даље јесте, предмет многих дебата међу обожаваоцима. Сам Картер је одбио да потврди чињеницу да су два лика икада имала сексуалну везу. Може се, међутим, рећи да Досије икс има две врсте публике - једну сачињену од раних фанова, од којих су неки изгубили интересовање на пола серије, и нову, у састављену од обожаваоца који су серију почели гледати тек када је постала популарна.
Усамљени револвераши, трио теоретичара завере против владе који су с времена на време помагали Молдеру и Скали, такође су имали своју краткотрајну ТВ серију. Слично Миленијуму, укидање ове серије оставило је заплет неразрешеним, али су се сви ликови из серије појавили у епизоди Досијеа икс "Скок ајкуле" (9x15), која је уједно послужила као последња епизода Усамљених револвераша. Трио се накратко појављује, као духови или Молдерова сећања, у последњој епизоди Досијеа икс, "Истина (1. део)" (9x19) и "Истина (2. део)" (9x20).

### Досије икс: Победи будућност
1998. године, из серије је произишао филм, Досије икс: Победи будућност (The X-Files: Fight the Future). Замишљен је као наставак последње епизоде пете сезоне, "Крај" (5x20), али такође и као независна прича. Филм је доживео комерцијални успех. Међутим, већина угледних критичара није му била наклоњена. Филм, као и све епизоде серије после филма, и даље су предмет расправе међу фановима.

### Дуковнијев одлазак
Због сазнања да није као глумац испоштован у плаћању и услед још неколико несугласица са уредништвом Дејвид Дуковни напушта Досије икс после седме сезоне. Његов одлазак је значајно утицао на заплет серије. У последњој епизоди седме сезоне Молдера отимају ванземаљци а Скали остаје трудна. На самом крају последње епизоде осме сезоне Скали пита Молдера, који је у осмој и деветој сезони серије имао епизодне појаве, „Како је ово могло да се деси“, а он одговара речима „Мислим да обоје знамо“ и наставља да је љуби. С обзиром да је Скали остала неплодна после отмице у другој сезони, (а тај податак је откривен гледаоцима тек у епизоди "Не заборави да мораш да умреш" (4x14) четврте сезоне), ово је био шок за Скали али и за све гледаоце серије.
У погледу очинства детета постојали су мутни наговештаји да је Молдер отац детета. Најдиректнија алузија појавила се у епизоди "Не веруј ником" девете сезоне. У овој епизоди владин агент које је шпијунирао Скали, познат као „Сенка“, говори Скали следеће: „Знам вашу крвну групу, ритам срца и ваш страх од кловнова из детињства. Знам име вашег дечка са колеџа, вашу праву боју косе, ваш ПИН број банкомата... Знам да проводите превише времена сама, и знам да сте једне усамљене вечери позвали Молдера у кревет. Био сам изненађен колико и ви.”
Чињеница да Скали не пориче ову изјаву (што би било у складу с њеним карактером) потврђује истинитост ове тврдње.
У последњој епизоди серије, "Истина (2. део)", Молдер се обраћа Вилијаму са „мој син“ када га испитује војни официр и са „наш син“ када прича са Скали.

### 8. и 9. сезона
Дуковни се накратко појављивао у осмој и деветој сезони. У осмој сезони, Молдер се појавио као леш, који је у серији био закопан неколико месеци а потом је оживљен. Како се учешће Дуковнија и Андерсонове смањило у серији, уведена су два нова агента, Џон Догет и Моника Рејес (које су играли Роберт Патрик и Анабет Гиш). Картер је веровао да серија може да траје још десет година са новим главним глумцима. Ово, међутим, није био случај, јер Догет и Рејесова нису допринели порасту гледаности серије како се Картер надао.
Девета сезона серије завршава се двочасовном епизодом "Истина", која је први пут емитована 19. маја 2002. године. Иако је Картер знао да ће се серија укинути, последња епизода не доноси разрешење заплета.

### Досије икс: Желим да верујем
Ипак, снимање дугоочекиваног наставка је започето децембра 2007. у Ванкуверу и трајало је до 11. марта следеће године. Крис Картер је изабрао баш ову локацију јер му се она чинила најлогичнијом. Званични назив филма је објављен 16. априла као: Досије икс: Желим да верујем (The X Files: I Want to Believe). На велико разочарање већине фанова, овај филм није повезан са последњом епизодом серије и не бави се централном тематиком, већ представља посебан случај Молдера и Скали. Молдер се као бегунац крије на локацији коју једино зна Скали. Она ради као неурохирург у католичкој болници, где је акценат стављен на њену приврженост дечаку по имену Кристијан, који болује од Сендхофове болести. На захтев агенткиње Дакоте Вајтни (Аманда Пит) која жели Молдерову експертизу паранормалног, агент Драми (Егзибит) тражи помоћ од Скали у лоцирању Молдера, како би помогли на случају који поред нестанка неколико жена укључује и нестанак ФБИ агенткиње. Помоћ им пружа и бивши свештеник Џозеф (Били Коноли), који сматра да му Бог шаље визије злочина. Филм је доживео мањи успех од претходног.

### 10. и 11. сезона
Десета сезона од шест епизода премијерно је емитована од 24. јануара до 22. фебруара 2016. године, са истим главним глумцима и представља наставак оригиналне серије. Дешавања су осам година после догађаја у другом филму. Једанаеста сезона је емитована од 3. јануара до 21. марта 2018. године и састоји се од десет епизода.

### Приказивање у Србији
Серија је у Србији емитована на каналима РТВ Пинк (1995–2003) и РТС (2005–2006).
На РТВ Пинк је почела да се емитује од 1995–2001. радним данима у 15:00, 23:00 и 00:00, касније 2003. године понедељком у 21:15, а на РТС-у је почела да се емитује у поноћ.

## Улоге
| Лик           | Глумац           | Позиција                 | Циклус   | Циклус   | Циклус   | Циклус   | Циклус   | Циклус   | Циклус   | Циклус   | Циклус | Циклус   | Циклус   |
| Лик           | Глумац           | Позиција                 | 1        | 2        | 3        | 4        | 5        | 6        | 7        | 8        | 9      | 10       | 11       |
| ------------- | ---------------- | ------------------------ | -------- | -------- | -------- | -------- | -------- | -------- | -------- | -------- | ------ | -------- | -------- |
| Фокс Молдер   | Дејвид Дуковни   | Специјални агент ФБИ-а   | Главни   | Главни   | Главни   | Главни   | Главни   | Главни   | Главни   | Главни   | Главни | Главни   | Главни   |
| Дејна Скали   | Џилијан Андерсон | Специјални агент ФБИ-а   | Главни   | Главни   | Главни   | Главни   | Главни   | Главни   | Главни   | Главни   | Главни | Главни   | Главни   |
| Џон Догет     | Роберт Патрик    | Специјални агент ФБИ-а   |          |          |          |          |          |          |          | Главни   | Главни |          |          |
| Моника Рејес  | Aнабет Гиш       | Специјални агент ФБИ-а   |          |          |          |          |          |          |          | Епизодни | Главни | Епизодни | Епизодни |
| Волтер Скинер | Mич Пилеџи       | Помоћник директора ФБИ-а | Епизодни | Епизодни | Епизодни | Епизодни | Епизодни | Епизодни | Епизодни | Епизодни | Главни | Главни   | Главни   |

## Епизоде
| Сезона | Сезона | Епизоде | Епизоде | Оригинално емитовање | Оригинално емитовање |
| Сезона | Сезона | Епизоде | Епизоде | Премијера            | Финале               |
| ------ | ------ | ------- | ------- | -------------------- | -------------------- |
|        | 1.     | 24      | 24      | 10. септембар 1993.  | 13. мај 1994.        |
|        | 2.     | 25      | 25      | 16. септембар 1994.  | 19. мај 1995.        |
|        | 3.     | 24      | 24      | 22. септембар 1995.  | 17. мај 1996.        |
|        | 4.     | 24      | 24      | 4. октобар 1996.     | 18. мај 1997.        |
|        | 5.     | 20      | 20      | 2. новембар 1997.    | 17. мај 1998.        |
|        | 6.     | 22      | 22      | 8. новембар 1998.    | 16. мај 1999.        |
|        | 7.     | 22      | 22      | 7. новембар 1999.    | 21. мај 2000.        |
|        | 8.     | 21      | 21      | 5. новембар 2000.    | 20. мај 2001.        |
|        | 9.     | 20      | 20      | 11. новембар 2001.   | 19. мај 2002.        |
|        | 10.    | 6       | 6       | 24. јануар 2016.     | 22. фебруар 2016.    |
|        | 11.    | 10      | 10      | 3. јануар 2018.      | 21. март 2018.       |

## Награде

### Емији
Током оригиналних девет сезона емитовања Досије икс је освојио два Емија за глуму, једног за сценарио и неколико техничких награда.

#### Глума
Године 1996. Питер Бојл је освојио Еми у категорији Изванредни гостујући глумац у драми за своју тумачење лика у епизоди "Последњи сан Клајда Бакмена" из треће сезоне.
Године 1997. Џилијан Андерсон је освојила награду у категорији Изванредна главна глумица у драми за улогу агента Дејне Скали.

#### Сценарио
Године 1996. Дарин Морган је освојио Еми у категорији Изванредно самостално достигнуће у драмском сценарију за епизоду "Clyde Bruckman's Final Repose". Та епизода је једна од четири високо цењене епизоде које је Морган написао за кратко време док је био у сценаристичком тиму.

#### Техника
Током свог емитовања, Досије икс је освојио следеће награде у разним техничким категоријама:
- 1994. Изванредно самостално достигнуће у графичком дизајну и уводним секвенцама
- 1996. Изванредно самостално достигнуће у сниматељском раду за серију
- 1996. Изванредно самостално достигнуће у монтажи звука за серију
- 1996. Изванредно самостално достигнуће у звучном миксу за драму
- 1997. Изванредни сценографија за серију
- 1997. Изванредни монтажа звука за серију
- 1998. Изванредни сценографија за серију
- 1998. Изванредни монтажа са једном камером за серију
- 1999. Изванредни шминка за серију
- 2000. Изванредни шминка за серију
- 2000. Изванредни звучни микс за драму
- 2000. Изванредни специјални визуелни ефекти за серију
- 2001. Изванредна шминка за серију

## Слогани
Фраза "The Truth is Out There" („Истина је негде тамо”) се обично приказује на екрану на крају сваке најавне шпице. У неким епизодама ова појављивале су се и друге фразе.
- Не веруј никоме - "The Erlenmeyer Flask"
- Поричи све - "Ascension"
- 'éí 'aaníígÓÓ 'áhoot'é' - "Anasazi" („Истина је далеко одавде“ на Наваху)
- Apology is Policy - "731"
- Све умире - "Herrenvolk"
- Deceive Inveigle Obfuscate - "Teliko"
- Ипак се креће - "Terma" („Ипак се окреће“ на италијанском)
- Веруј у лаж - "Gethsemane"
- Све лажи воде до истине - "Redux"
- Опири се или служи - "The Red and the Black"
- Крај - "The End"
- Die Wahrheit ist irgendwo da draußen - "Triangle" („Истина је негде тамо“ на немачком)
- In the Big Inning - "The Unnatural"
- Amor Fati - "Sixth Extinction II: Amor Fati" („Љубав судбине“ на латинском)
- Веруј да би разумео - "Closure"
- Ништа важно није се данас десило - "Nothing Important Happened Today II"
- erehT tuO si hturT ehT - "4D" („Истина је негде тамо” уназад)
- Гледају - "Trust No One"
- Dio t'ama - "Improbable" („Бог те воли“ на италијанском)
- Ово је крај - "My Struggle II"
- Желим да верујем/Желим да лажем - "My Struggle III"
- Оптужи своје непријатеље за оно што си крив - "This"
- Видиш оно што желим да видиш - "Ghouli"
- Рат никад није готов - "Kitten"
- VGhlIFRydXRoIGlzIE91dCBUaGVyZQ= - "Rm9sbG93ZXJz" („Истина је негде тамо” на Base64)
- Желим да будем прелепа - "Nothing Lasts Forever"
- Salvator Mundi - "My Struggle IV" („Спаситељ света” на латинском)

## Досије иксоко света
- Енглеско говорно подручје – The X Files
- Аргентина - Código X (X Code)
- Бразил - O Arquivo X
- Чешка - Akta X
- Канада - Aux frontières du réel (На граници реалности)
- Финска - Salaiset Kansiot (Тајне фасцикле)
- Француска - X-Files, aux frontières du réel (Досије икс, на границама реалности)
- Немачка - Akte X
- Мађарска - X-akták
- Италија - X-Files
- Холандија - The X-Files
- Пољска - Z Archiwum X (Из архиве икс)
- Португал - Ficheiros Secretos (Тајни регистри)
- Русија - Секретные материалы (Тајни материјали)
- Србија - Досије икс / Dosije X
- Словачка - Akty X
- Словенија - Dosjeji X
- Шпанија - Expediente X
- Шведска - Arkiv X